# Lopori

Het Maringa-Lopori-stroomgebied.

De Lopori is een rivier in de Evenaarsprovincie in het noorden van Congo-Kinshasa. De Lopori voegt zich bij de stad Basankusu bij de meer zuidelijk gelegen rivier de Maringa en zij vormen samen de rivier de Lulonga, een zijrivier van de Kongo. 
De Lopori heeft de volgende zijrivieren:
- Bolombo
- Yekokora